# Мотольський стрій

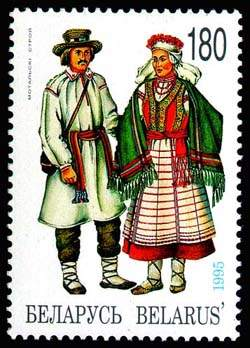
Мотольський стрій

Мотольський стрій — традиційний комплекс білоруського народного одягу на Західному Поліссі. Побутував у 19 — 1-й половині 20 ст. на невеликій території Іванівського району (села Мотоль, Тишковичі, Осовниця).

## Жіночий одяг
Основою жіночого літнього костюма були сорочка, спідниця, фартух, корсет.

### Сорочка
Сорочка була крою з прямими плечовими вставками, пришитими до основи, з численними складками навколо стоячого коміра. Типовими прийомами обробки були звичайні шви, прошиті вручну чорною бавовняною ниткою поперек стоячого коміра, манжетів.

### Спідниця
Спідниця — однотонна, буряковий або червоний андарак або лляна з білої шкіри, зібрана на талії на мотузці.

### Фартух
Фартух був викроєний із 4-х панелей лижного полотна, які з'єднувалися декорованим швом, що дозволяло носити його з двох боків. Орнамент вирізнявся дрібним візерунком червоного, червоно-чорного, синьо-червоно-чорного геометричного або рослинного орнаменту.

### Корсет
Корсет шили з червоного фабричного сукна, із сріблястої парчі, прикрашали смужками галунових стрічок, стрічок, бісеру. Корсет був заправлений у спідницю і підперезаний широким буряково-червоним поясом ручної роботи.

### Головний убір
Головний убір являє собою сильно накрохмалену намітку, завиту на коробку з чіпцем, прикрашену квітами з боків або півколом спереду.

## Чоловічий одяг
Чоловічий одяг складався із штанів і сорочки з широким плетеним поясом з куточками, шапки — солом'яного бриля, магерки. Верхній одяг — свитка, катанка, куртка з чорного валяного сукна, оздоблена темно-синьою облямівкою, з бічними клинами, «вусами».
Красива художнє оформлення виділяється овчинні кожухи та напівкожухи.